# Towarzystwo Literackie

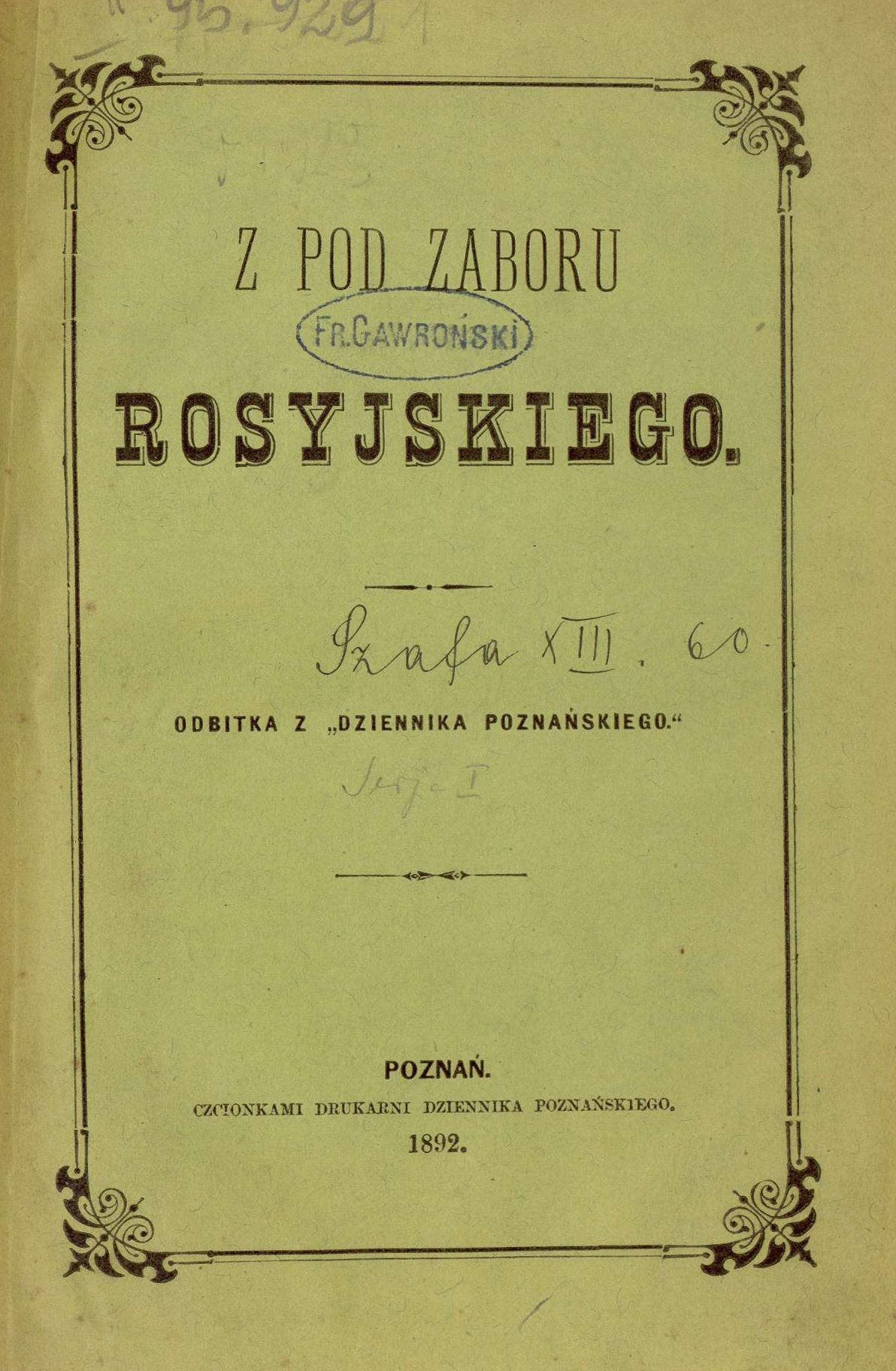
Spod zaboru rosyjskiego, wydanie książkowe, Poznań, 1892

Towarzystwo Literackie – tajny polski zespół publicystyczny, działający w drugiej poł. XIX w.
Zespół powstał w 1887 z inicjatywy Jana Karłowicza w środowisku warszawskich pozytywistów. W jego skład wchodzili m.in. Aleksander Świętochowski, Stanisław Krzemiński, Antoni Gustaw Bem, Władysław Smoleński. Członkowie grupy opublikowali anonimowo i pod pseudonimami m.in. cykl broszur Z domu niewoli (Lwów-Paryż, 1889-1891), korespondencje pt. Spod zaboru rosyjskiego w "Dzienniku Poznańskim" (1891-1896) i Listy z zaboru rosyjskiego w krakowskiej "Nowej Reformie" (1897-1901). Przeciwstawiali się brutalnym metodom ucisku i wynarodowienia, polemizowali z ugrupowaniami lojalistycznymi we wszystkich zaborach, ostrzegając przed złudzeniami co do polityki rządów zaborczych.